# Sigurður Þorvaldsson
Sigurður Þorvaldsson (o Guðmundsson según fuentes) fue un caudillo medieval y lagman (lögsögumaður) de Islandia en el siglo XIII. Existen lagunas en su perfil histórico porque algunas fuentes le asignan el papel de lagman y otras le omiten o alargan el tiempo que su predecesor Þorleifur hreimur Ketilsson ostentó el cargo. De todas formas no parece que fuese lagman durante más de un año en un periodo de constantes conflictos entre clanes familiares y la Mancomunidad Islandesa a punto de desaparecer y someterse a la corona noruega.